# ستوتن ليند
ستوتن كريغ ليند (بالإنجليزية: Staughton Lynd)‏ (وُلد في 22 نوفمبر 1929) هو معترض ضميري أمريكي، ومنتمي إلى الكويكرز، وناشط سلام، وناشط في مجال الحقوق المدنية، ومؤرخ، وأستاذ، ومؤلف، ومحامٍ. أدت مشاركته في العدالة الاجتماعية إلى تواصله مع بعض الناشطين الأكثر نفوذًا في البلاد، بمن فيهم هوارد زين، وتوم هايدن، وإيه. جاي. موستي، وديفيد ديلنغر.
دُوّنت مساهمة ليند في قضية العدالة الاجتماعية وحركة السلام في سيرة كارل ميرا، الراديكالي المثير للإعجاب: ستوتن ليند والمعارضة في الحرب الباردة، 1945-1970 (2010).

## نشأته
كان ليند أحد طفلين وُلدا لعالمي الاجتماع الشهيرين روبرت ستوتن ليند وهيلين ميريل ليند، اللذين ألّفا «دراسات ميدل تاون» الرائدة حول مونسي، إنديانا، في أواخر عشرينيات القرن العشرين وثلاثينياته. لم يرث ستوتن ليند مواهب والديه باعتبارهما عالمين فقط، بل ورث معتقداتهما الاشتراكية القوية أيضًا. على الرغم من أن ليند لم يعتنق أبدًا أشكالًا غير ديمقراطية من الاشتراكية، لكن نظرته الأيديولوجية أدّت إلى طرده من موقع غير مقاتل في الجيش الأمريكي في أثناء عهد مكارثي.
حصل على شهادة الدكتوراه في التاريخ من جامعة كولومبيا، وقبِل وظيفة التدريس في كلية سبيلمان في جورجيا، حيث عمل عن كثب مع المؤرخ وناشط الحقوق المدنية هوارد زين. احتج ليند عندما أُقيل زين من سبيلمان في نهاية العام الدراسي 1962-1963. خلال صيف عام 1964، شغل ليند منصب مدير لمدارس فريدم في مسيسيبي التي نظمتها لجنة التنسيق الطلابية اللاعنفية. بعد قبوله منصبًا في جامعة ييل، انتقل إلى نيو إنغلاند مع زوجته، أليس، وأطفالهما. ألقى في عام 1965 محاضرات حول «تاريخ اليسار الأمريكي» في جامعة فري التابعة لنيويورك.

## النشاط في عصر فيتنام
أصبح ليند خلال وجوده في ييل معارضًا صريحًا لحرب فيتنام. شملت أنشطته الاحتجاجية المشاركة في الخطابات، والمسيرات الاحتجاجية، وزيارة مثيرة للجدل إلى هانوي مع هربرت أبثكر وهايدن في رحلة لتقصي الحقائق في ذروة الحرب، ما جعله غير مُرحب به في إدارة ييل. عندما أصبحت حركة الاحتجاج عنيفة بشكل متزايد، بدأت تراوده بعض الشكوك. باعتباره «مسالمًا ديمقراطيًا اشتراكيًا» و«مسالمًا ماركسيًا وجوديًا»، أصبح أكثر اهتمامًا بإمكانيات التنظيم المحلي.
في عام 1967، وقّع ليند على رسالة يعلن فيها اعتزامه رفض دفع الضرائب احتجاجًا على حرب فيتنام، ويحث الآخرين على اتخاذ هذا الموقف أيضًا.

## النشاط في مجال العمل
في عام 1968، نشر ليند كتابه «الأصول الفكرية للراديكالية الأمريكية» الذي تعرض لانتقادات شديدة من قبل الأستاذ الماركسي يوجين جينوفيز، الذي كتب في مجلة نيويورك ريفيو أوف بوكس. أشار البروفيسور ديفيد دونالد خلال مراجعته الكتاب الذي أسماه «العمل الرائد في التاريخ الفكري الأمريكي» إلى إعادة طبع الكتاب في جامعة كامبريدج عام 2009، والذي أشارت إليه مجلة «كومنتري» بأنه «كلاسيكي راسخ». بات من الواضح أن جامعة ييل سترفض حيازة ليند للمنصب، وأصبح بعد ذلك غير صالح للعمل في الأوساط الأكاديمية. نقل ليند عائلته إلى شيكاغو.
كافح هناك لكسب العيش من المنظمات الاجتماعية. في الوقت نفسه، شرع وزوجته، أليس، في مشروع تاريخ شفوي يتعامل مع الطبقة العاملة. ألهمت استنتاجات هذا العمل، الذي يحمل عنوان رانك آند فايل، ليند بدراسة القانون من أجل مساعدة العمال الذين وقعوا ضحية للشركات وتركهم دون حماية من جانب اتحاد النقابات العمالية البيروقراطية. في عام 1973، التحق بكلية الحقوق في جامعة شيكاغو، حيث حصل على شهادة في عام 1976.

## روابط خارجية
- ستوتن ليند على موقع إن إن دي بي (الإنجليزية)